# Weissia acutifolia
Weissia acutifolia là một loài rêu trong họ Pottiaceae. Loài này được (H. Philib.) Kindb. mô tả khoa học đầu tiên năm 1897.